# Przymusowa sterylizacja w Szwecji
Przymusowa sterylizacja w Szwecji – państwowy program sterylizacji realizowany w Szwecji na podstawie prawa sterylizacyjnego obowiązującego w latach 1934–1975. Było to najdłużej na świecie obowiązujące tego typu prawo.
Pierwszą ustawę o sterylizacji wprowadzono w 1934. Miała ona dotyczyć osób ze znacznym upośledzeniem intelektualnym. W 1941 zaostrzono prawo, obejmując ustawą również osoby prowadzące antyspołeczny tryb życia. Sterylizację wolno było wykonywać na pacjentach ze znacznym upośledzeniem umysłowym, czyli nieświadomych efektu zabiegu. W pozostałych przypadkach potrzebna była zgoda pacjenta na zabieg. W celu uzyskania zgody stosowano różnego rodzaju presje i szantaż. Do zabiegów wyznaczano głównie osoby stanowiące obciążenie dla systemu ekonomicznego państwa.
Szczegóły procederu ujawniono opinii publicznej w 1997 w atmosferze skandalu. Powołano wówczas komisję rządową do zbadania zasięgu programu. Oficjalnie ujawniono, że w latach 1934–1975 wysterylizowano prawie 63 tys. osób, z czego prawie połowa zabiegów odbyła się pod różnego rodzaju przymusem. Zadecydowano o wypłacie odszkodowań osobom poszkodowanym.
Pomimo zmiany prawa w 1975 i wprowadzenia zakazu przymusowej sterylizacji nadal wykonywano zabiegi sterylizacyjne podczas operacji korekty płci. Ten proceder trwał do zmiany prawa w 2012.

## Geneza

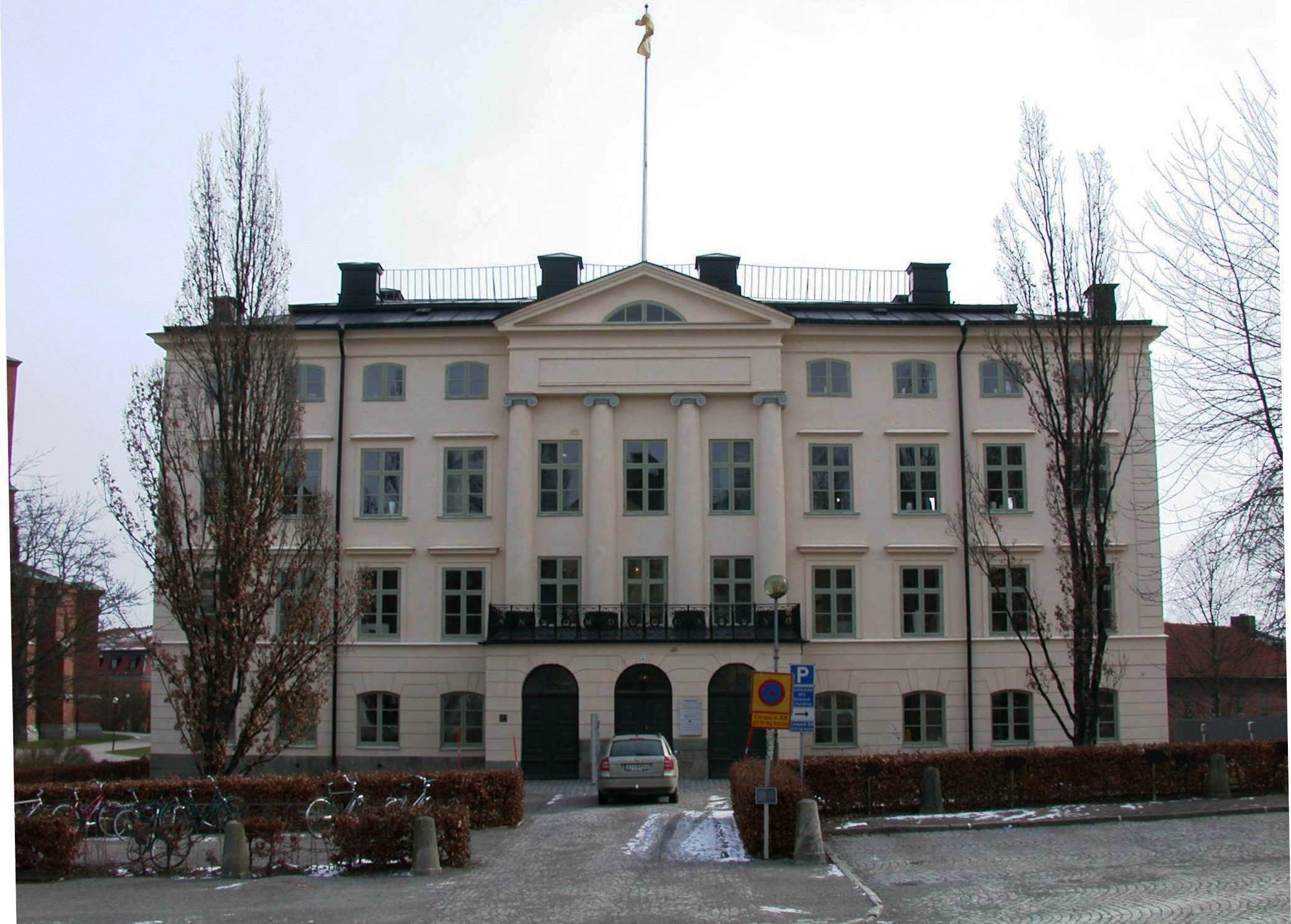
Siedziba Państwowego Instytutu Higieny Rasy

W 1909 powołano Szwedzkie Towarzystwo Eugeniczne (Svenska sällskapet för rashygien), które skupiało silne lobby na rzecz propagowania eugeniki jako nauki umożliwiającej rozwój społeczeństwa. Członkami towarzystwa byli naukowcy oraz politycy różnych ugrupowań, którzy wyznaczyli sobie dwa główne zadania. Pierwszym było powołanie instytutu naukowego zajmującego się rozwojem eugeniki, a drugim wprowadzenie prawa dopuszczającego przymusową sterylizację w Szwecji. Obydwa te cele udało się osiągnąć.
W maju 1921 Riksdag przyjął ustawę o powołaniu Państwowego Instytutu Higieny Rasy (Statens institut för rasbiologi) w Uppsali, który rozpoczął działalność w następnym roku. Była to pierwsza tego typu placówka na świecie zajmująca się naukowym rasizmem. Dyrektorem instytutu został lekarz i czołowy szwedzki eugenik prof. Herman Lundborg. Głównym zadaniem placówki były badania antropologiczne nad możliwością dziedziczenia m.in. przestępczości, alkoholizmu i problemów psychicznych. Wyniki badań instytutu miały być podstawą do wypracowania „racjonalnej polityki demograficznej” .

## Ustawy sterylizacyjne
W 1922 wpłynął do Riksdagu pierwszy wniosek poselski z propozycją ustanowienia prawa o przymusowej sterylizacji osób niepełnosprawnych intelektualnie. Prace nad projektem trwały do 1929, jednak nie udało się wypracować projektu pod głosowanie i ostatecznie zaniechano prac nad ustawą.
W 1933 ponownie wpłynął wniosek poselski z propozycją ustawy o przymusowej sterylizacji, na podstawie którego 18 maja 1934 uchwalono „prawo o sterylizacji osób z chorobami psychicznymi, upośledzeniem umysłowym i innymi wadami umysłu”. Ustawa miała więc ograniczone zastosowanie i dotyczyła osób nierozumiejących efektu zabiegu, co do których istniały podstawy, by zakładać, że drogą genetyczną przekażą potomstwu chorobę umysłową, ograniczenie umysłowe albo inną ciężką chorobę lub ułomność. O przeprowadzeniu zabiegu miała decydować komisja lekarska lub, w przypadku braku możliwości powołania komisji, dwóch wyspecjalizowanych lekarzy. W tekście ustawy nie ma określenia „sterylizacja pod przymusem”, gdyż projektodawcy uznali, że w tym czasie dosłowne użycie tego sformułowania w ustawie byłoby niewłaściwe. Ustawa nie regulowała sterylizacji przeprowadzanych za zgodą pacjenta zarówno w przypadku osób zdrowych, jak i z nieznacznym upośledzeniem. Według ustawodawców tego typu zabiegi można było wykonywać, gdyż regulacje prawne pozwalające na świadomą i dobrowolna sterylizację nie były potrzebne.
Jeszcze w 1934 powołano komisję, która miała odpowiedzieć na pytanie o to, jakie grupy powinny być objęte sterylizacją w przyszłości. Na podstawie wyników prac komisji w 1941 wprowadzono nowe prawo sterylizacyjne (1941 steriliseringslag), w którym wymieniono trzy wskazania mogące być podstawą do przeprowadzenia sterylizacji:
- medyczne – dopuszczające sterylizację kobiet, u których ciąża mogła stanowić zagrożenie ich życia ze względu na stan zdrowia lub wadę fizyczną,
- eugeniczne – dopuszczające sterylizację osób, które drogą genetyczną mogłyby przekazać potomstwu chorobę fizyczną, umysłową lub inne ograniczenie umysłowe,
- socjalne – dopuszczające sterylizacje osób, które nie były w stanie zapewnić opieki potomstwu ze względu na ograniczenie intelektualne, zaburzenia psychiczne lub asocjalny tryb życia[7].

Zabiegi mogły odbywać się jedynie za zgodą pacjentów. W praktyce takie sformułowanie ustawy prowadziło do wielu nadużyć, zaś zgodę na zabieg wymuszano na pacjentach drogą presji lub szantażu.

## Statystyki
Według oficjalnych danych w latach 1935–1975 odnotowano w Szwecji 63 tys. zabiegów wykonanych na podstawie prawa sterylizacyjnego. Liczba sterylizacji dokonanych przed 1935 nie jest znana, gdyż wówczas nie było jeszcze obowiązku dokumentowania zabiegów. Około połowa zabiegów została wykonana z inicjatywy pacjentów. Około 9% dokonano pod przymusem (bez zgody pacjenta). Około 24% zabiegów wykonano za zgodą pacjenta, jednak w okolicznościach, które wskazywały na wywieranie presji, np. zabieg był warunkiem dokonania aborcji, opuszczenia zakładu karnego lub otrzymania niektórych zasiłków. Kolejne 10% przypadków to takie, gdzie uznano, że istniało prawdopodobieństwo wywierania presji, by otrzymać od pacjenta zgodę na zabieg. Pozostałej grupy (ok. 7%) nie udało się sklasyfikować. Ze wszystkich osób, na których wykonano zabieg, 93% stanowiły kobiety.